# 于大宝
于大宝（1988年4月18日—），出生于中华人民共和国山东省青岛，中国足球已退役的运动员，最后效力于中国足球超级联赛球队北京国安足球俱乐部，现为北京国安U16梯队教练。過往场上位置是前锋，之後改踢中堅。他曾效力于葡萄牙足球超级联赛劲旅本菲卡，是第一个在葡超踢球的中国球员。

## 履历
2002年，于大宝进入青岛海利丰青训梯队，2004年进入球队一队，同年首次代表青岛海利丰队在中甲联赛上出场，2006年成为球队主力前锋，该赛季并取得7粒入球。
2003年，于大宝入选中国国少队，并参加了2004年的亚少赛以及2005年9月的秘鲁世少赛，其中亚少赛上获得了冠军。2006年入选国青队。
2006年9月，于大宝前往本菲卡的试训2周。2007年1月以先租借后转会的方式正式加入本菲卡，合同期为3年。由于在本菲卡预备队表现出色，于大宝在2007年夏季进入本菲卡一线队，身披27号球衣，并入选了球队07-08赛季欧洲冠军杯资格赛27人大名单。。但是当球队挺进正赛后，于大宝却未能得到垂青进入欧冠大名单。
2008年1月，本菲卡正式租借于大宝到葡萄牙足球甲级联赛球队艾维斯。
2008年2月4日，于大宝第一次在葡萄牙联赛中正式登场亮相。
2010年2月初，于大宝前往美国职业足球大联盟球队FC达拉斯试训，不过最后返回中国与天津泰达签约。
2010年12月8日，于大宝在中国国家队3比0击败爱沙尼亚的比赛中首次代表国家成年队出场。
2011年11月19日，于大宝在2011年足协杯决赛接李本舰的任意球助攻打进反超一球，帮助天津泰达2比1击败山东鲁能泰山，历史上首次夺得中国足协杯冠军。而于大宝也被评选为决赛最有价值球员。
2012年2月22日，于大宝在中国国家队2比0击败科威特的友谊赛中打进在国家队的首个进球（此场比赛并非国际足联A级比赛）。
2012年2月27日，于大宝一度被认为将以1500万人民币的身价转会加盟中超卫冕冠军广州恒大，但最终广州恒大选择放弃，于大宝在次日加盟升班马大连阿尔滨。
2012年2月29日，于大宝打进首个国际A级比赛进球，帮助中国国家队在2014年世界盃外圍賽中3比1击败约旦。
2013年3月22日，于大宝在2015年亞洲盃外圍賽第二轮比赛最后时刻进球，帮助中国队主场1比0绝杀伊拉克。
2014年12月29日，北京国安足球俱乐部宣布于大宝从大连阿尔滨转会。2021年，为备战3月开踢的卡塔尔世预赛亚洲区40强赛下半程比赛，中国男足将于1月22日至2月10日在海口展开2021年首期集训，他入选27人名单。
2022年6月29日，于大寶在 Instagram 分享照片並宣佈退出國家隊。他用中文寫道：「又一屆東亞盃來了」；獲東亞錦標賽官方帳號以英文回應：「希望可以再次見到你。」他則以英文回覆：「我已經踢了四屆（2013-2019年），是時候跟國家隊說再見了。」
2024年12月31日，北京国安足球俱乐部官方宣布，36岁的球员于大宝正式退役，结束了长达20年的球员生涯。

## 个人轶事
2005年秘鲁的17岁以下世界杯上于大宝的表现吸引了本菲卡与之签约，作为第一位加入葡萄牙足球超级联赛的中国足球运动员，球队表示与中国前锋的合约纯粹出于球队在比赛中的需要并不是因为商业因素，但是本菲卡可以开始计划打入这个新的亚洲市场。据称转会费是40万欧元。
另外值得一提的是，于大宝不论在国家队还是俱乐部都多次上演过在关键时刻单骑救主的好戏，因进球各个扣人心弦至关重要，“救主狂魔”和“福将”的称号也在球迷间不胫而走。
2005年7月，中国国少队来到西班牙参加了堂吉珂德杯邀请赛。在第一场比赛中于大宝独进两球，帮助国少队4-2战胜了尤文图斯少年队。最终，于大宝凭借四个进球当选了本次赛事的最佳射手。
2011年3月1日，在天津泰达客场挑战K联赛的济州联队的比赛中，于大宝在下半场攻进决定性一球，最终帮助天津泰达1-0战胜济州联队，收获亚冠开门红。
2011年11月19日，在天津泰达与山东鲁能的中国足协杯决赛中，于大宝在下半场第62分钟打入一球，力助天津队2-1逆转取胜，为天津收获了职业化后球队的首座足协杯冠军。
2013年3月22日，在澳大利亚亚洲杯预选赛小组赛C组第二轮中国队主场对阵伊拉克队的比赛中，于大宝在全场比赛第93分钟打入绝杀球，帮助中国队1-0战胜伊拉克队。
2013年7月28日，在东亚杯中国队与澳大利亚队的比赛中，于大宝为中国队打入首球，最终帮助中国队4-3战胜澳大利亚。
2015年3月17日，在亚冠联赛小组赛第三轮北京国安主场对阵浦和红钻的比赛中，于大宝攻入其加盟北京国安后的第一球，并力助球队2-0战胜客队浦和红钻。同年4月8日，亚冠小组赛第四轮北京国安客场挑战浦和红钻，又是于大宝打入球队全场唯一进球，帮助球队逼平了浦和红钻拿到了宝贵的一分。也正是凭借于大宝在小组赛中出色的表现，北京国安得以凭借小组第一的成绩进入亚冠联赛16强。
2015年3月27日，中国队与海地队进行了一场热身赛，当比赛进行到81分钟时，中国队仍以1-2落后于海地队，于大宝替补登场。仅仅上场15秒钟后，他就取得了进球，最终帮助中国队2-2逼平了海地队。
2017年3月23日，在世界盃外圍賽中國隊與南韓隊的比賽中，于大寶為中國隊打入唯一球，幫助中國隊1－0戰勝南韓；賽前形勢中國隊必須勝南韓，否則將會被淘汰出局。
2019年1月7日，在阿联酋亚洲杯中国队与吉尔吉斯斯坦的比赛中，于大宝在78分钟为中国打入第二粒进球，帮助中国队逆转取胜，拿到亚洲杯开门红。